# Smilax timorensis
Smilax timorensis är en enhjärtbladig växtart som beskrevs av A.Dc. Smilax timorensis ingår i släktet Smilax och familjen Smilacaceae. Inga underarter finns listade.